# ハナアナナス属
ハナアナナス属（チランジア Tillandsia）は、708種（変種、品種、自然交配種含む。2008年6月現在）を含む属で、パイナップル科の常緑の多年生植物である。中央および南アメリカ、アメリカ合衆国の南部、ならびに、西インド諸島の、森林、山、砂漠に自生する。樹木や岩石に着生する着生植物を多く含む。これらの着生種は、土や根を必要とせず葉から雨や空気中の水分を吸収することから、「エアープランツ」（Airplants）とも呼ばれる。

## 特徴
全て草本で、茎が伸びるもの、伸びないものがある。茎が伸びる場合、分枝はしないか、またしても僅かである。根の発達は悪く、全く出さない種もある。葉は多くの種ではロゼット状だが、束生や2列生などの形を取る場合もある。葉はおおむね細長く、全体が湾曲したりねじれたりと様々な形を取るものが多い。葉の縁に棘を持つものはなく、また葉の基部がスプーン状になり、これが重なって偽鱗茎を形成する種が多い。
また葉の表面に銀白色や灰色などの鱗片を持つ種が多く、それが多い場合には全体に銀白色などに見える。これは光を反射することで強い光に耐えること、それに空中から水分を吸収する機能を持っているとされる。また葉鞘の重なった部分に水を貯めるようになっている種もあり、これらは総じて乾燥した環境への適応と見られる。

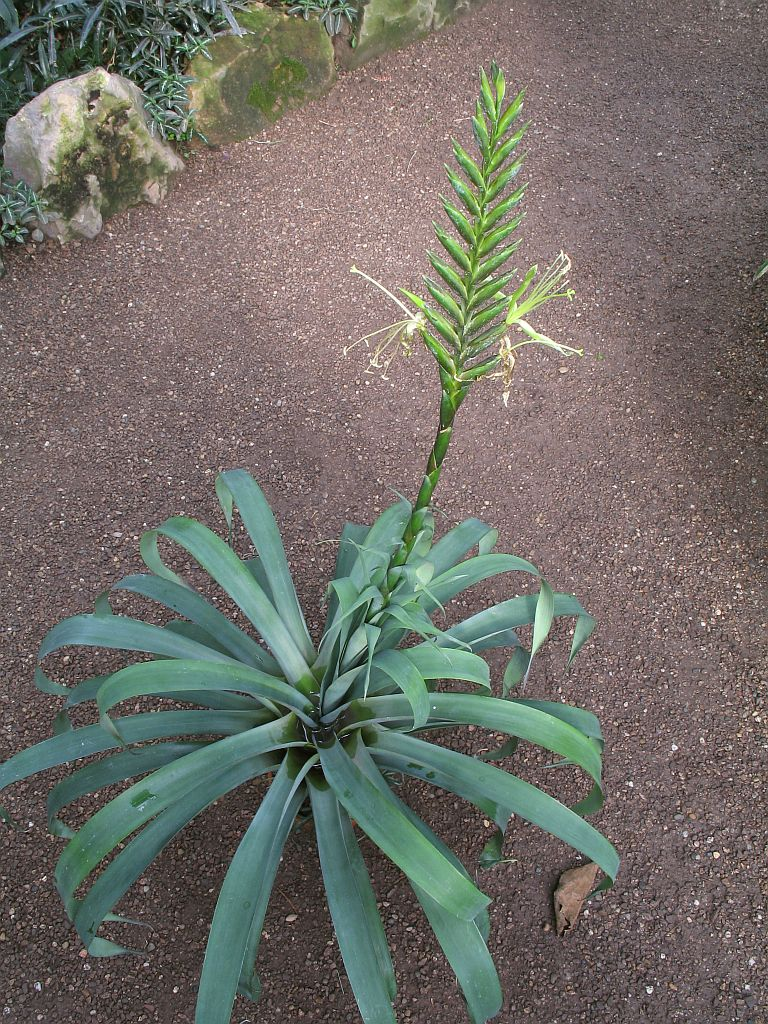
T. viridiflora パイナップル科の標準的な形に近く、葉の付け根に水をためる
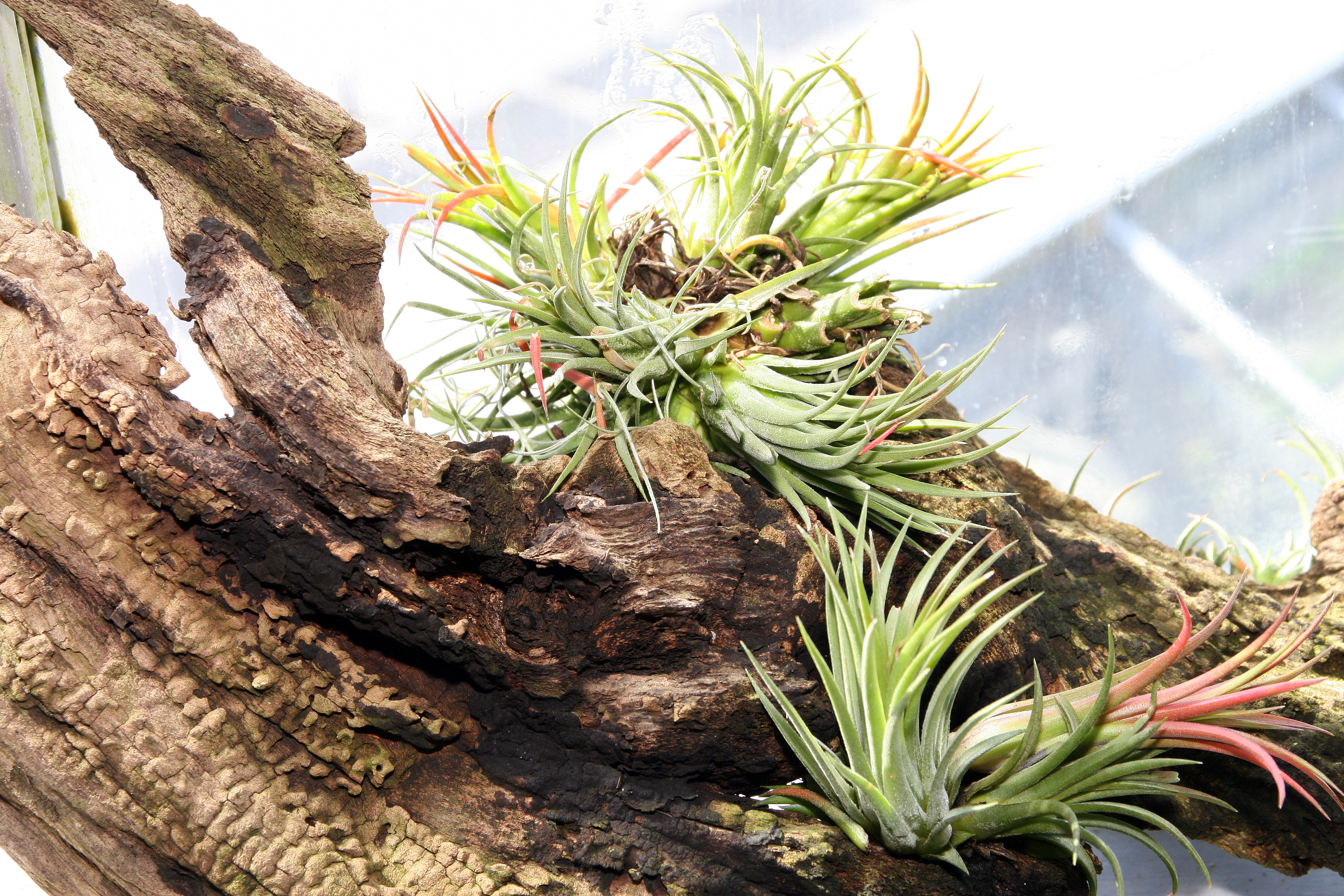
イオナンタ 葉の表面に鱗片があり、水をためるようになっていないタイプ
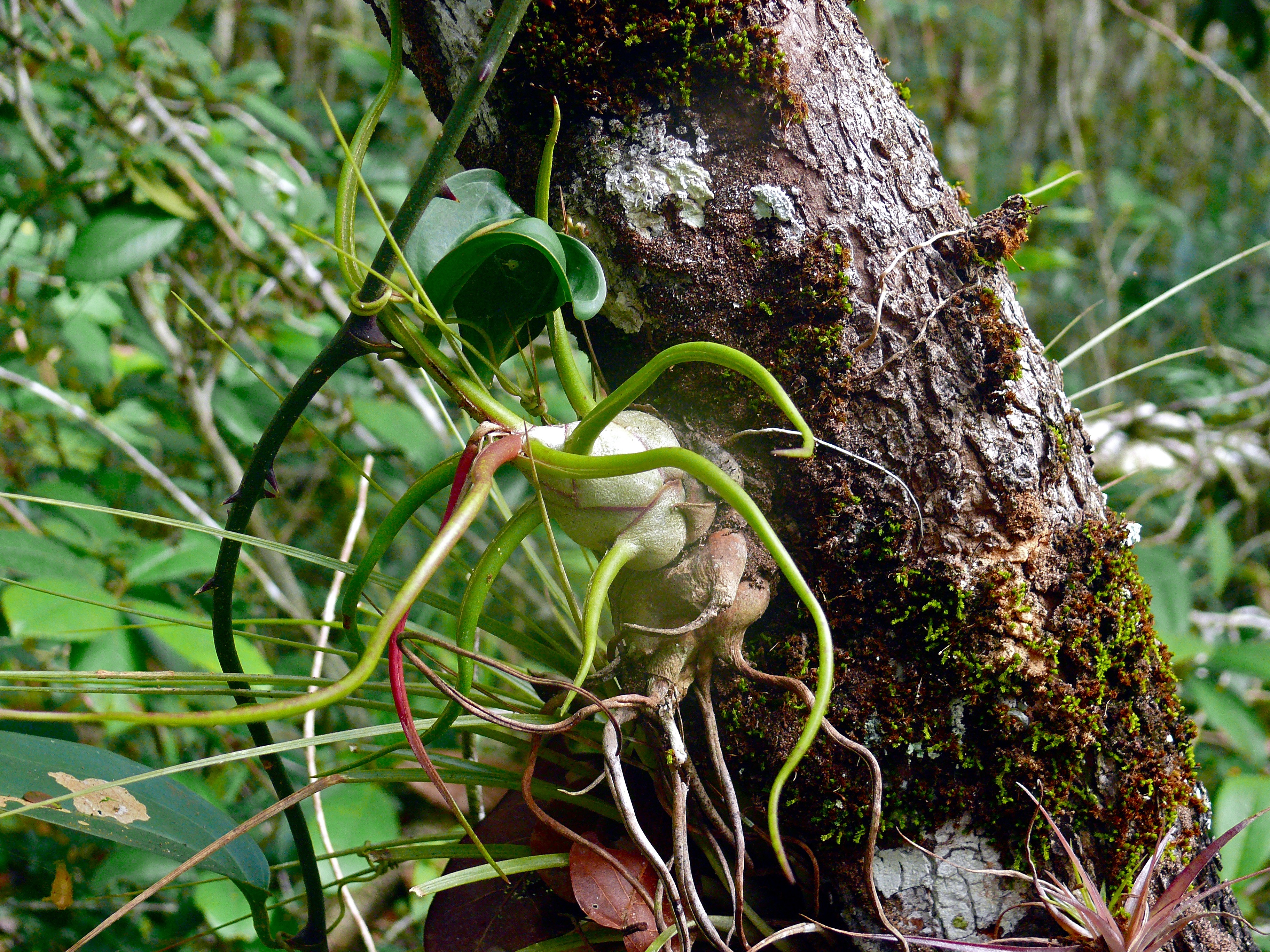
ヒメキノエアナナス 基部が偽鱗茎になる型
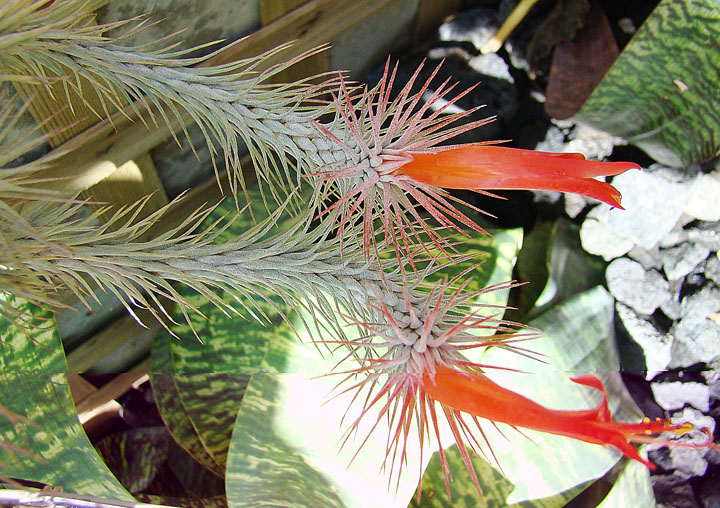
T. funckiana 茎が長く伸びる型
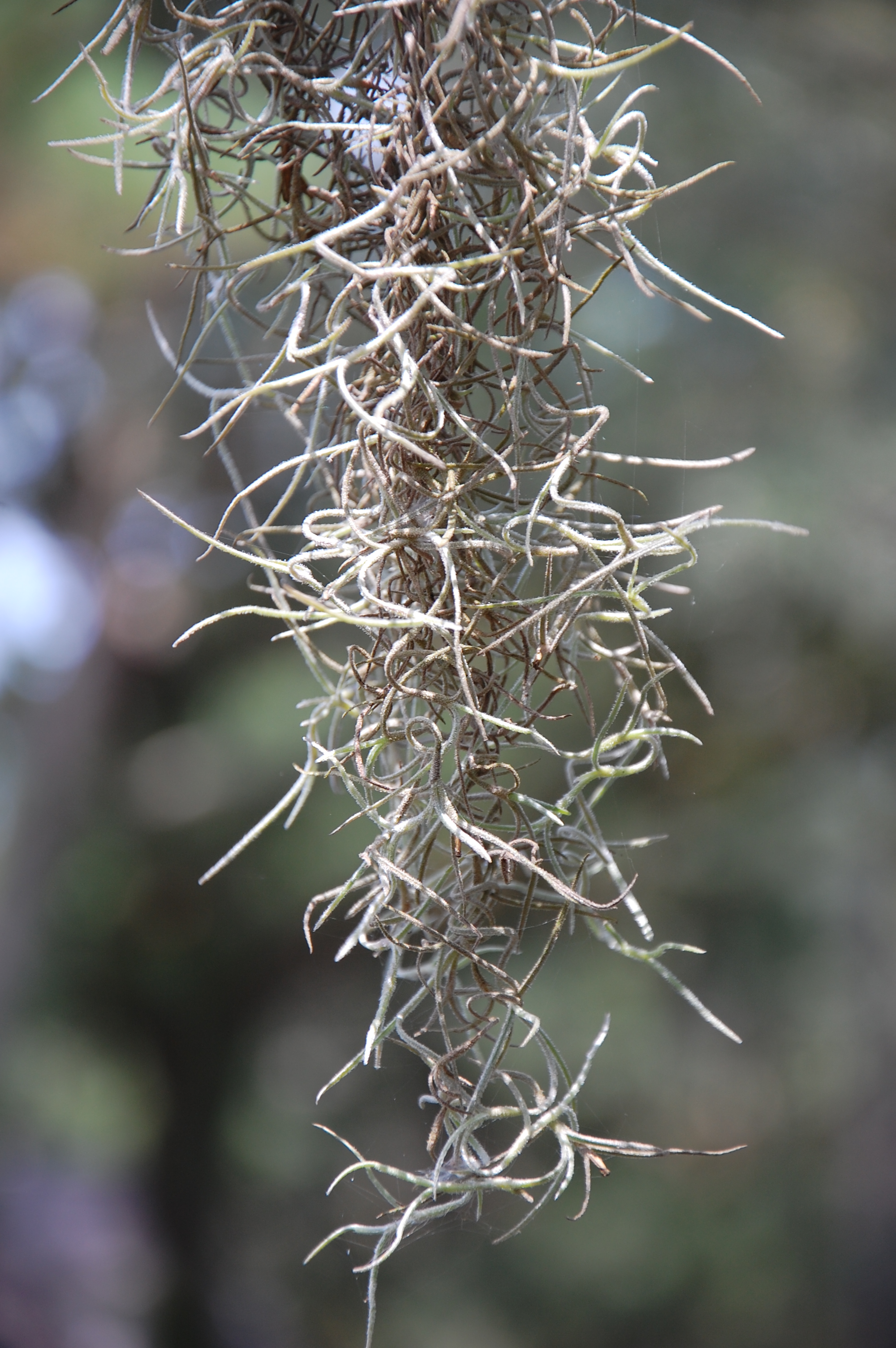
サルオガセモドキ 茎が長く伸び、それが更に繋がって長くたれる
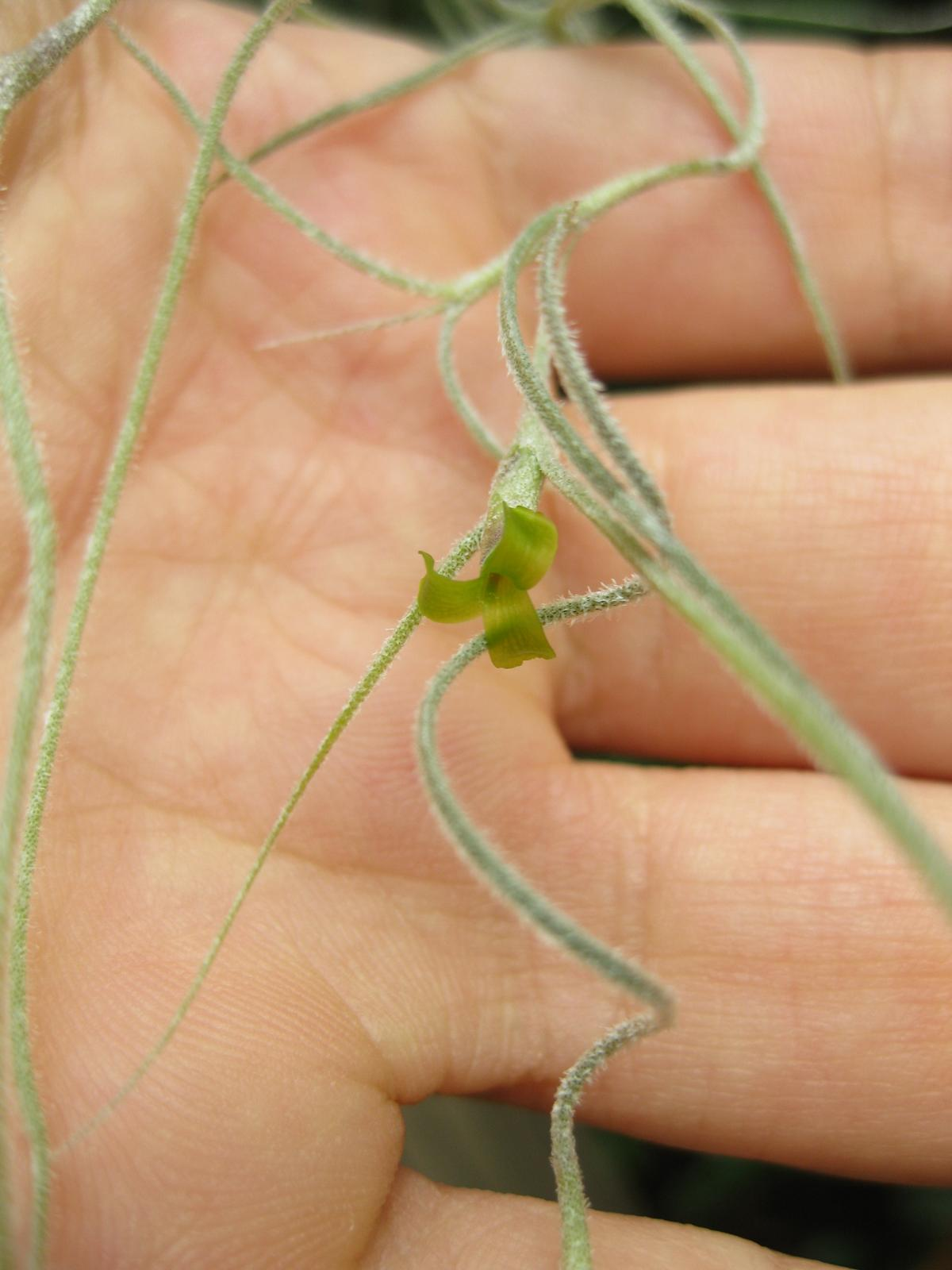
同 茎と葉の表面を覆う鱗片が見える

花は両性花で3数性。多くの場合、花序は穂状で、総状の種もある。花序には普通は多くの花を含み、2列に並んで羽状になるか、多数の列をなして紡錘状になり、またそのような花序が複数集まって掌状などの複合花序を作る。花の下には花苞があり、多くは赤や桃色などの鮮やかな色になる。また花柄の基部には1次苞があり、これも同様に色づく例が多い。萼は3つに深く裂けるか完全に区切られ、長楕円形など。花弁は3個で長く、毛も鱗片もない。雄しべは6本で、子房は3室。果実は蒴果で円柱状をなし、種子は細い円柱状か紡錘形で基部に冠毛のような白い綿毛がある。

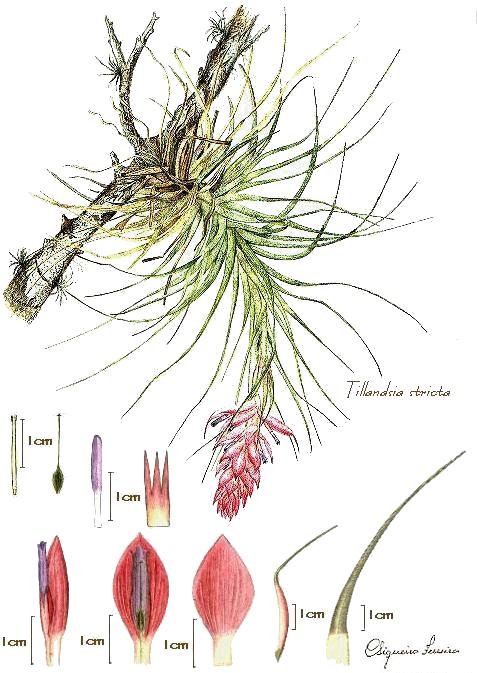
図版 T. stricta
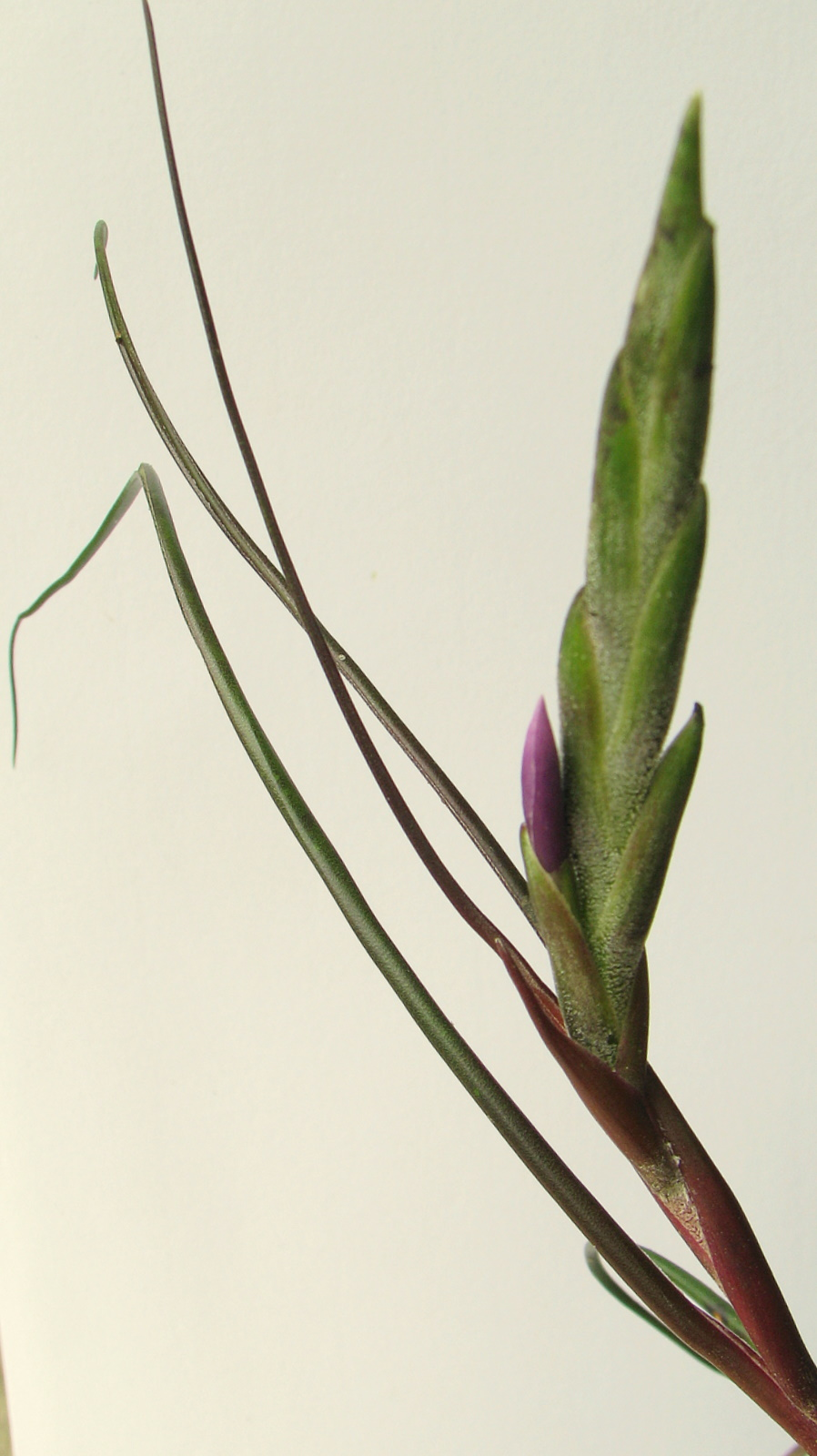
花序 以下、ヒメキノエアナナス
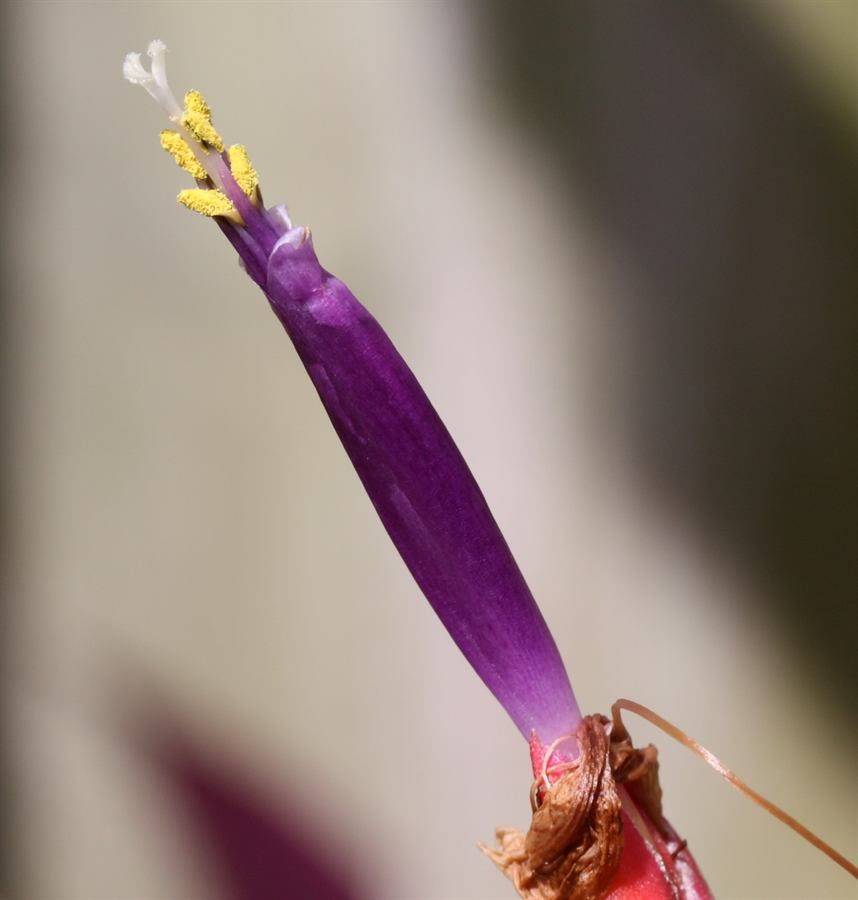
開花の状態
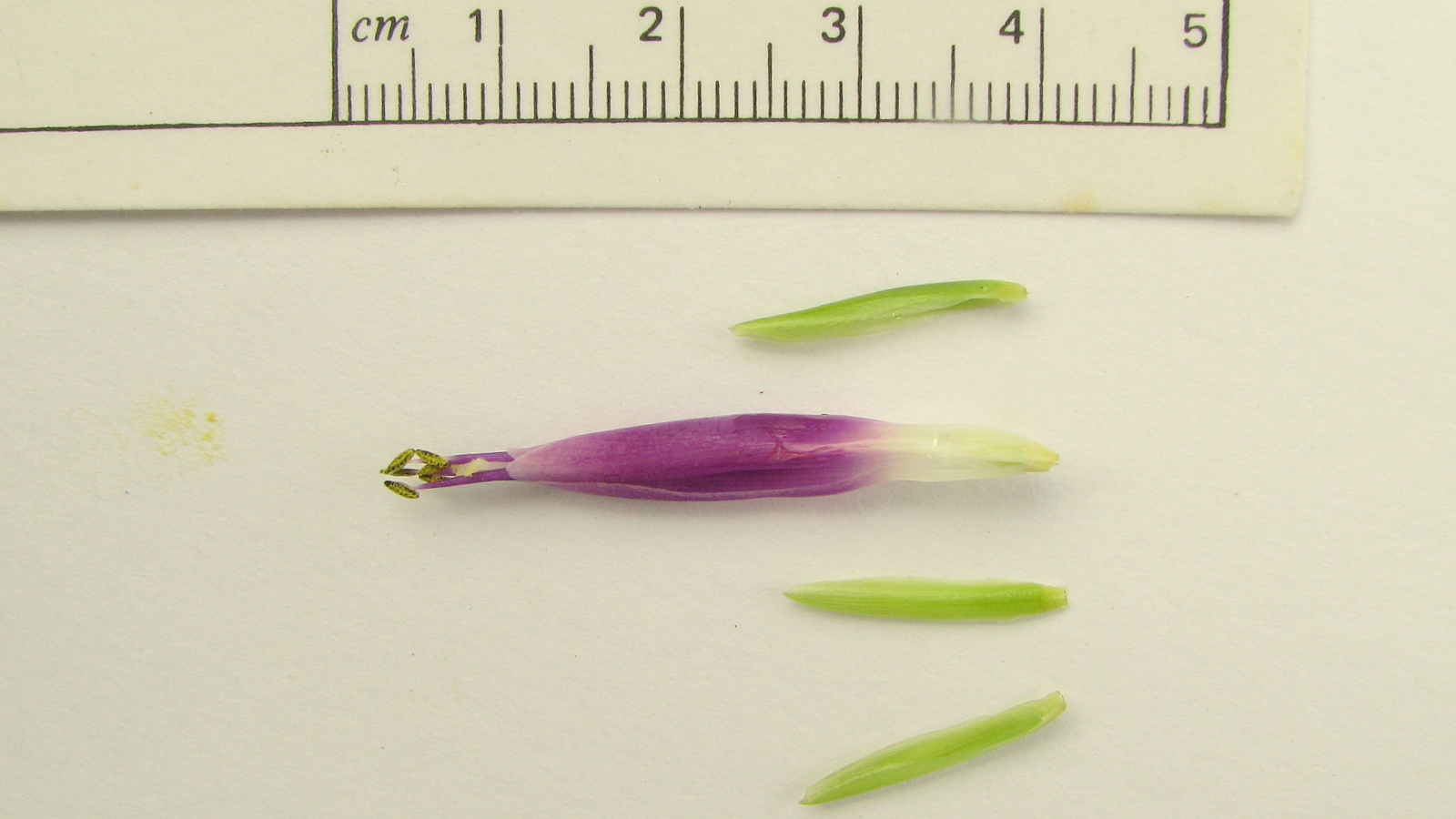
花弁と萼片
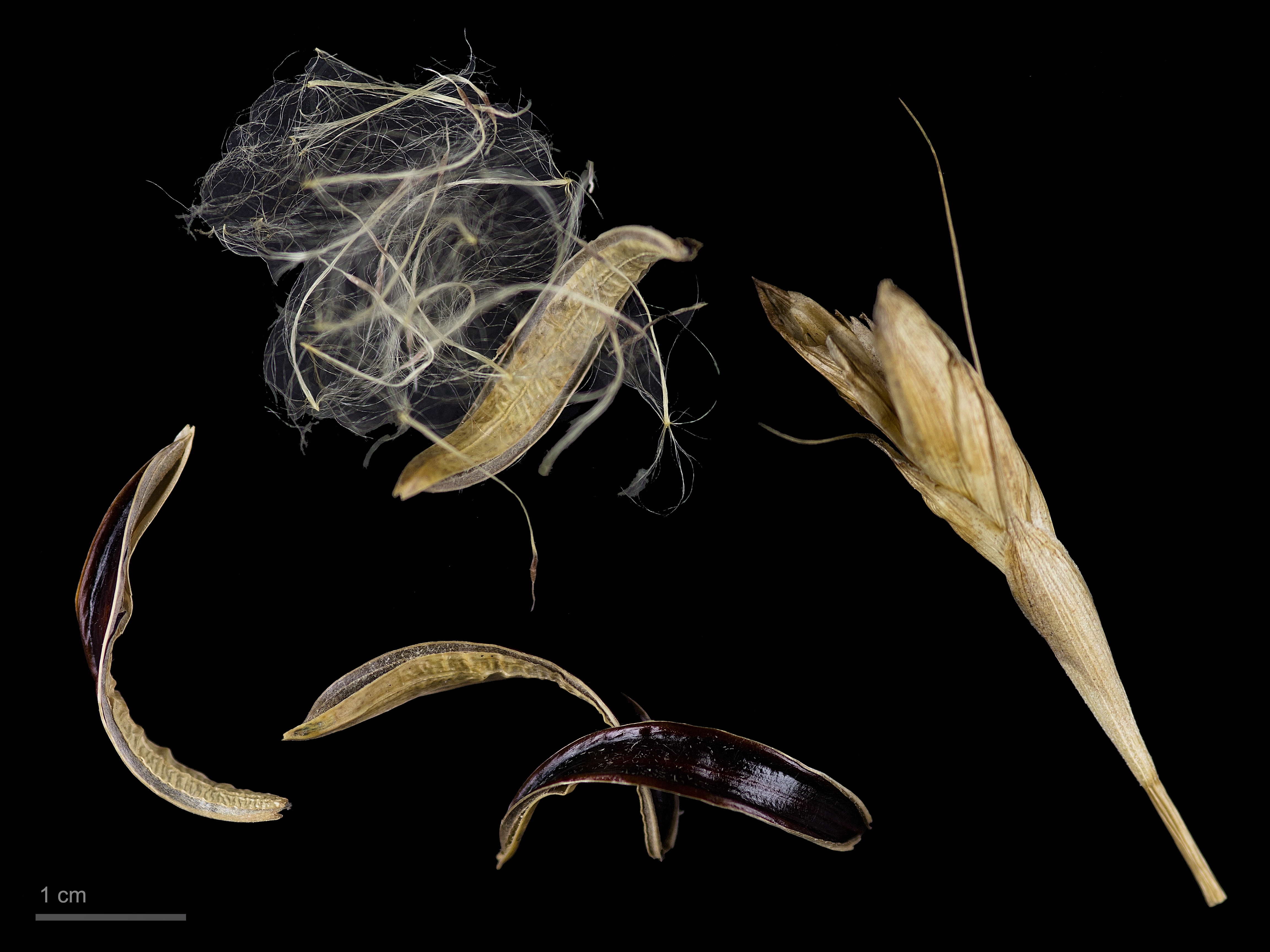
果実と種子 シーディアナ

属の学名はスウェーデンの植物学者で医学教授であったティルランツ（E. E. Tillandz, 1640年 - 1693年）にちなむ。和名はかなりの振れがある。サルオガセモドキ属は本属の1種、T. usneoides の和名に基づくが、同様によく知られ、栽培される種である T. cyanea の和名を取ってハナアナナス属も使われる。また学名カナ読みでチランジア、ティランジア、さらにチランドシアも使用される。本記事では和名学名共に振れがあることからひとまずこの和名を使う。なお、園芸方面では学名カナ読みと共にエアープランツの名も使われる。

## 分布
北アメリカの北緯35°から南アメリカの南緯43°まで、それに標高4000mの高地にまで生息する種があり、これはパイナップル科における南北と標高の上限全て、この属の種で押さえているということになり、またこの科の中では耐寒性の高い種が含まれることもわかる。
アルゼンチン・ボリビア・ブラジル・中央アメリカ・コロンビア・コスタリカ・キューバ・ドミニカ共和国・エクアドル・エルサルバドル・フロリダ・ガテマラ・ガイアナ・ヒスパニオラ島・ホンジュラス・ジャマイカ・メキシコ・ニカラグア・パナマ・パラグアイ・ペルー・スリナム・トリニダード・アメリカ合衆国・ウルグアイ・ベネズエラ・西インド諸島
生息環境は、直射日光が照りつけ40度℃近くに達する場所から森林地帯の木の幹の様なほとんど日の当たらない場所まで多岐にわたるが、崖や丘、木の上などの風通しが良い場所であることが多い。また、本属が分布する乾燥地帯では、降雨が稀である代わりに夜になるとしばしば多量の霧が発生する地域が多く、根からではなく体表の鱗片から水分を吸収する本属（銀葉種）の生活様式はこのような環境と対応する。

## 生態など
多くの種が樹木、岩石などに着生し、人家の屋根などにも出現する。一部に垂れ下がるものもあり、また地上性の種もある。
根からの吸水に全く頼らない種が含まれ、例えばモスボールの別名がある T. recurvata やブラジルで「ブラジルの開拓者」と呼ばれる T. stricta などは往々にして電線に着生している。また T. purpea や T. latifolia は地上性でありながら根が発達せず、束生した葉のみの姿で地上に転がっている。これらはアンデス山中の砂漠に見られる種で、風に転がりながら生育している。むしろ根で固定されていた場合、砂に埋もれてしまう危険があり、それに対する適応との見方もある。
また偽鱗茎を作る種には、野外でアリを住み込ませるアリ植物であるものがあることが知られている。

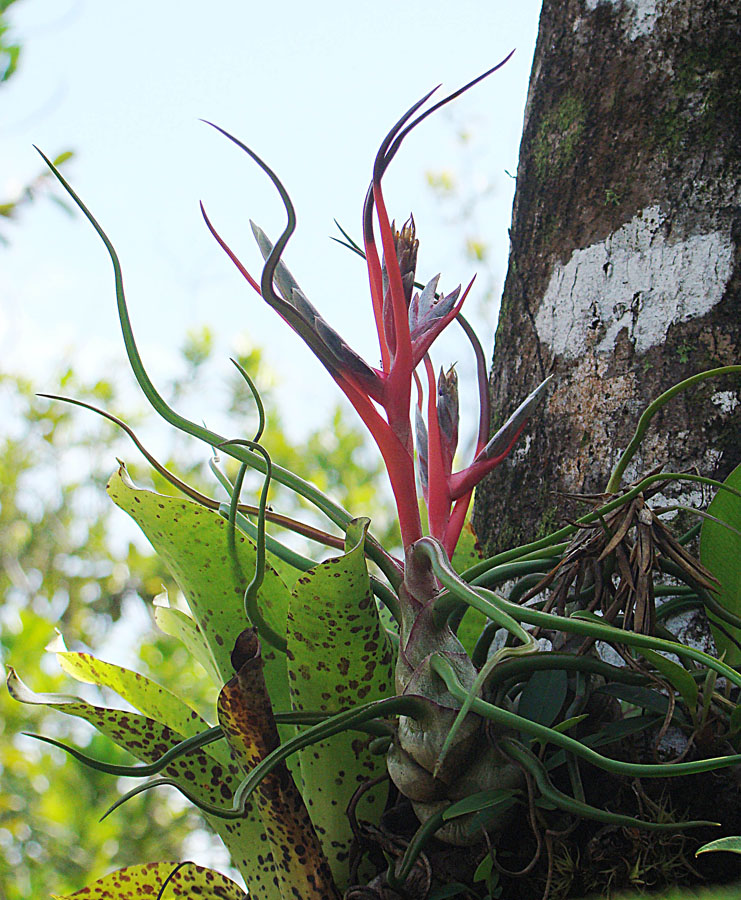
ヒメキノエアナナス 樹幹に着生している
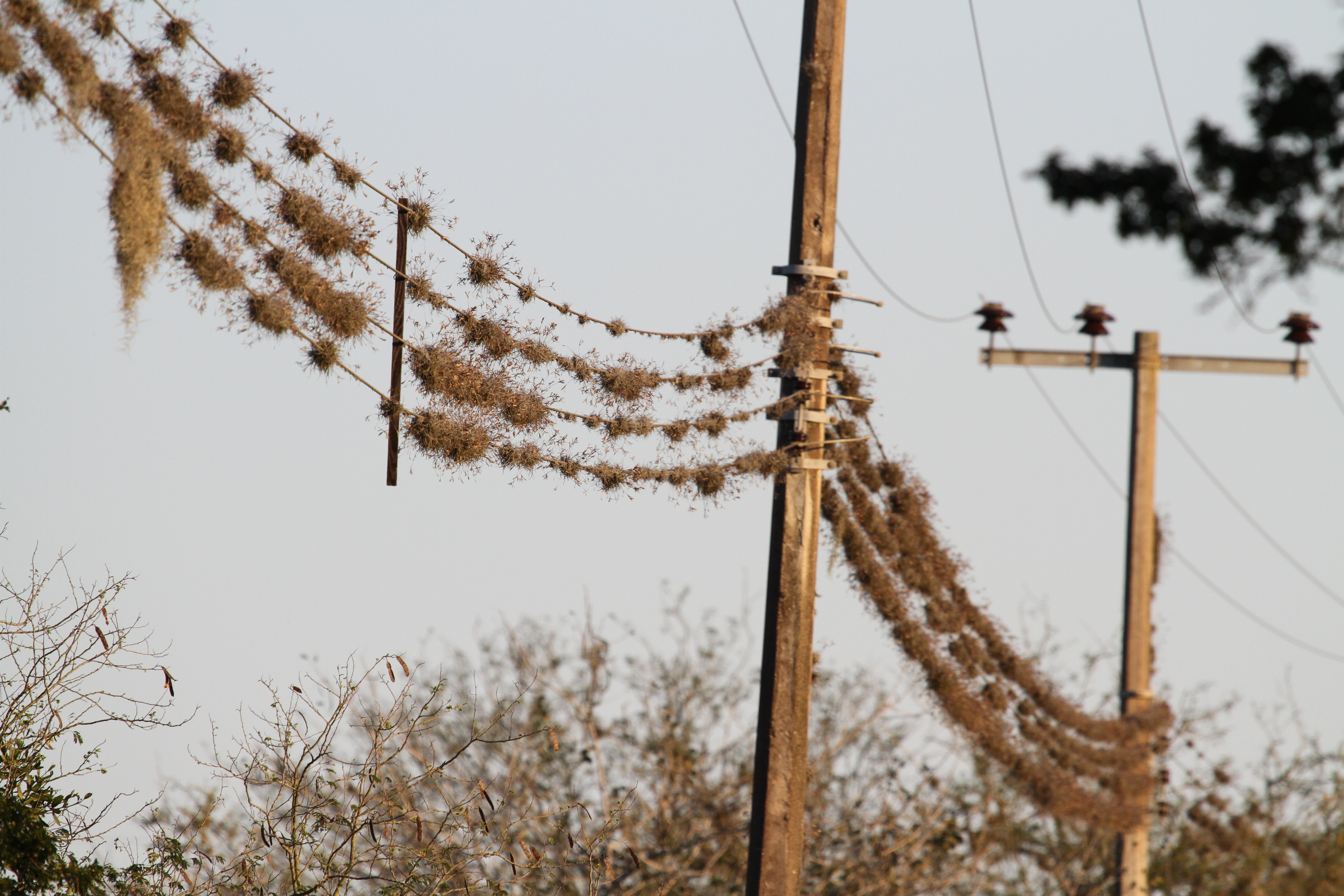
T. recurvata 電線に着生している
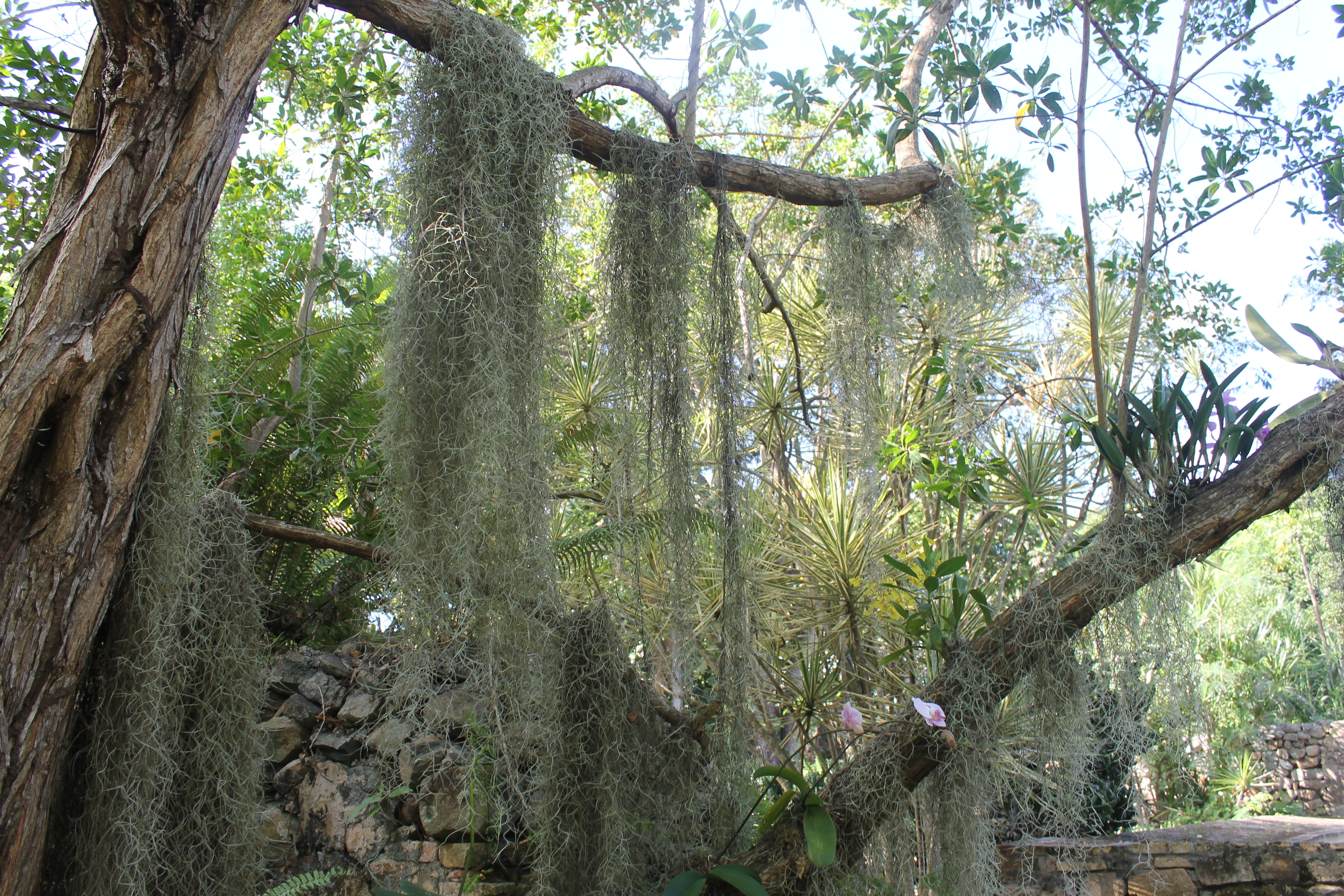
サルオガセモドキ 樹木から長く垂れ下がる
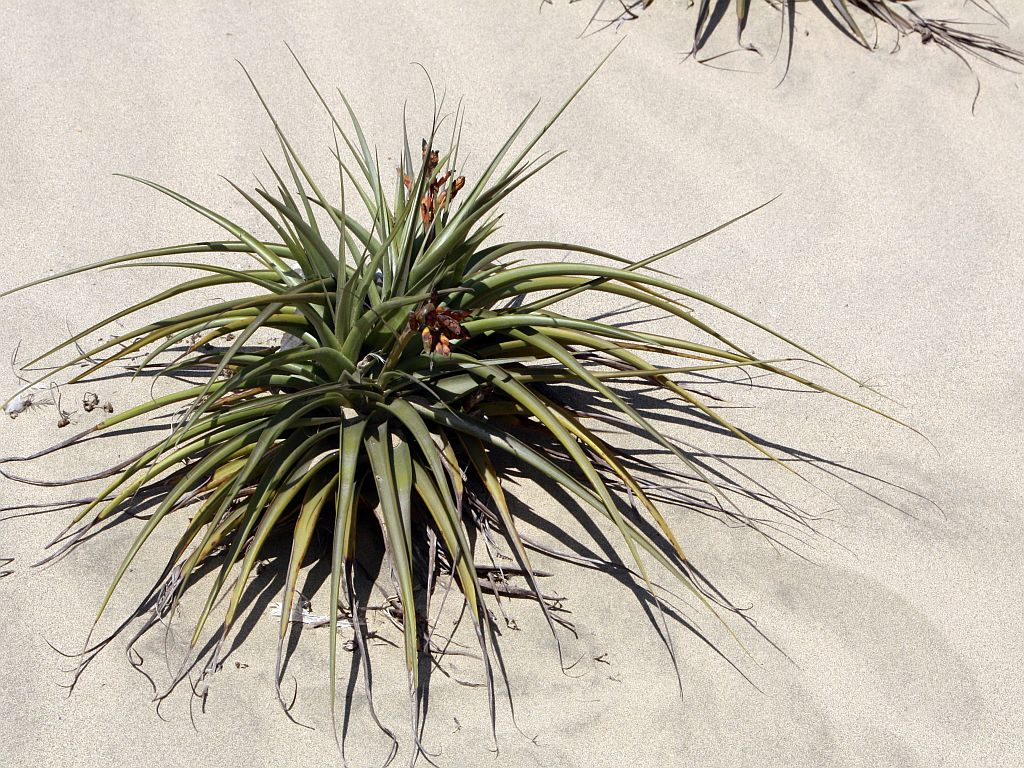
T. latifolia 砂漠の地上に転がっている
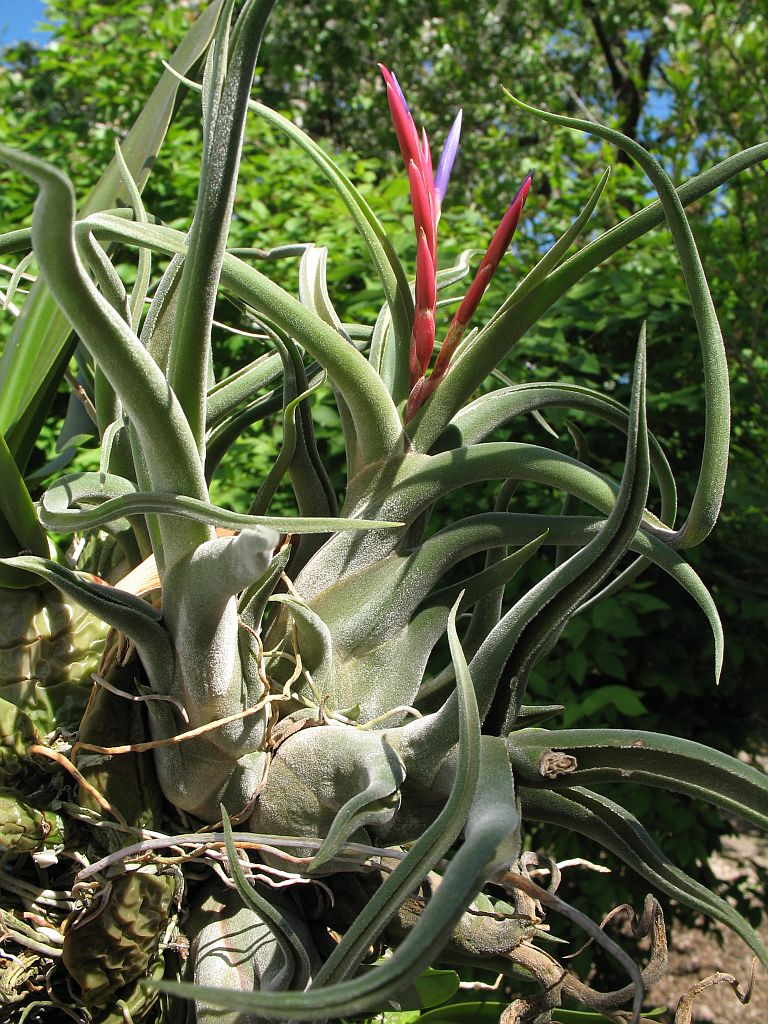
カプトメドゥーサエ アリ植物とされる。

## 分類
500種以上があり、これはパイナップル科で最大である。花の構造などを元に以下の7亜属に分類される。以下に代表的なものを挙げる。
- subgen. Allardtia
  - T. complanata・T. multicaulis
- subgen. Aerobia
- subgen. Anoplophytum
  - T. aerantos キノエアナナス（アエラントス）・T. geminiflora・T. pulchella・T. stricta・T. walteri・T. wurdackii
- subgen. Phytarrhiza
  - T. anceps・T. cyanea ハナアナナス・T. lindenii・T. linearis・T. monadelpha・T. umbellata
- subgen. Diaphranthema
  - T. recurvata・T. usneoides サルオガセモドキ
- subgen. Pseudocatopsis
  - T. crispa・T. spiculosa
- subgen. Tillandsia
  - T. andreana・T. argentea・T. balbisiana・T. brachycaulos・T. bulbosa ヒメキノエアナナス・T. butzii ブッツィー・T. caput-medusae カプトメドゥーサエ・T. circinata・T. deppeana・T. disticha・T. dura・T. fasciculata・T. festucoides・T. filifolia フィリフォリア・T. flabellata・T. flexuosa・T. incurva・T. ionantha イオナンタ・T. juncea・T. karwinskyana・T. polystachia・T. pruinosa・T. punctulata ホソバアナナス・T. schiedeana シーディアナ・T. streptophylla ストレプトフィラ・T. tricolor・T. valenzuelana

似たものとしてはインコアナナス属 Vriesea があり、この属では花弁の内側に鱗片があることで区別される。